# 李德宰
李德宰，韓國電視劇編劇。

## 作品

### 電視劇
- 2001年：KBS《這是愛》
- 2003年：KBS《珍珠項鍊》
- 2005年：KBS《奇男怪女》
- 2007年：MBC《只有愛》
- 2010年：KBS《風吹好日子》

## 外部連結
- NAVER搜索